# Mercado del Arenal
Le marché de l'Arenal se trouve dans le quartier de l'Arenal, à Séville, en Andalousie. Il a été achevé en 1947.

## Histoire
Il occupe la même parcelle qu'occupait le couvent del Pópulo. Au XIXe siècle se trouvait ici la prison du Pópulo. Sur la façade existe un azulejo de la Vierge de l'Espoir de Triana, placé en 1955, et un autre de la Vierge de la Charité, placé en 1996,.
Ce marché a été bâti en 1947 sur un projet de l'architecte Juan Talavera y Heredia Il a été un des quatorze marchés bâtis dans la province de Séville entre 1939 et 1959.[4][5] Il a été nommé marché de Entradores de l'Arenal.
Le bâtiment a été réformé en 1974 par Amalio Saldaña García.

## Description

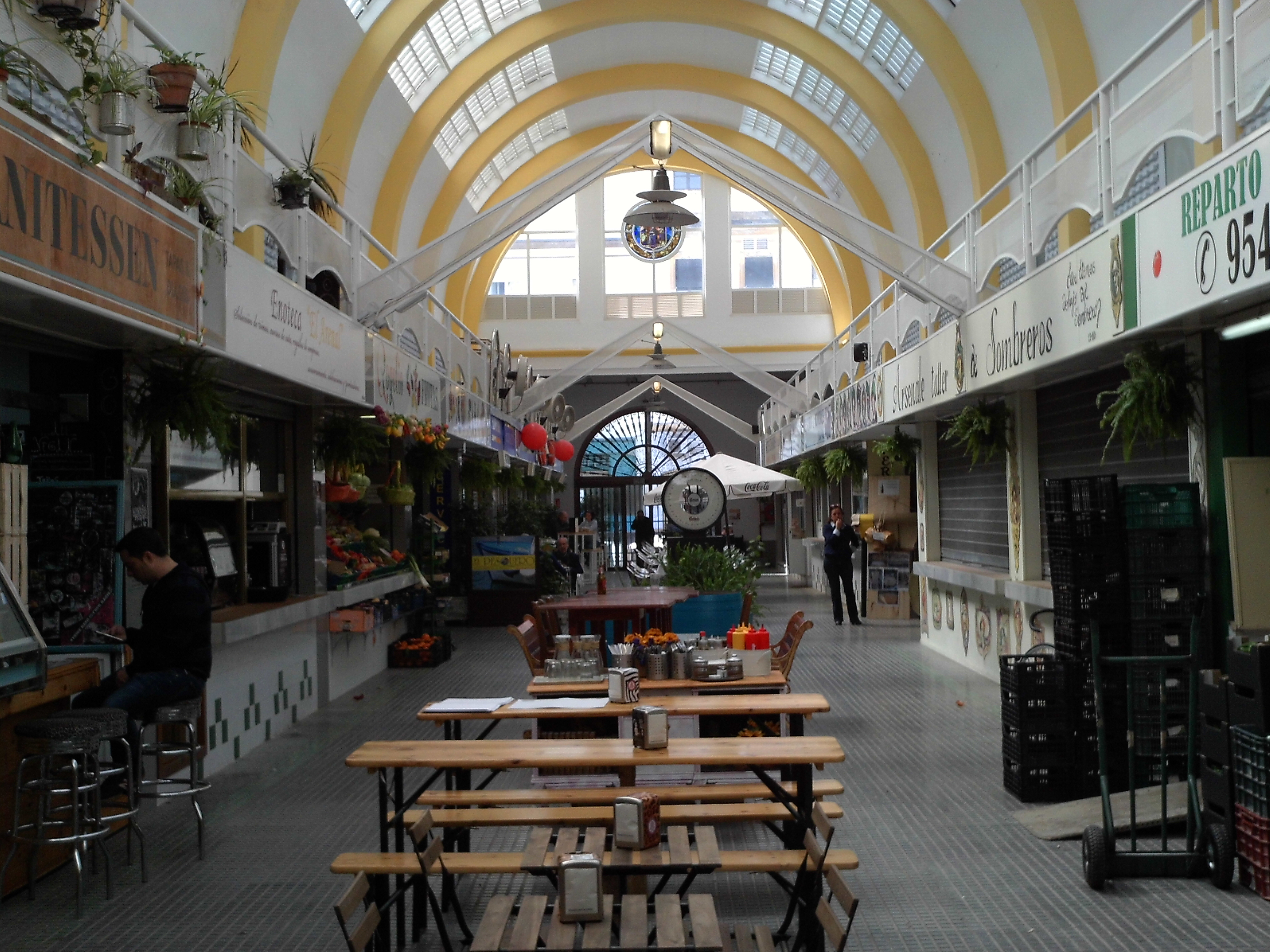
Intérieur du marché. On voit les arches de soutien de la nef.

Le projet de Talavera et Heredia consistait à édifier un ensemble comprenant des logements, un marché d'approvisionnements et une série de dépendances pour la gestion municipale. Le marché serait placé dans l'intérieur de la structure. Le marché comprend des arches et un plafond voûté, vitré pour ajouter lumière à l'espace. Cette disposition a créé une forme de nefs parallèles. Les bureaux municipaux se trouvent de chaque côté de la bâtisse, avec une entrée depuis la rue, pour en permettre l'accès aux citoyens. Le bâtiment a été peint aux couleurs habituelles de la ville : blanc et jaune.

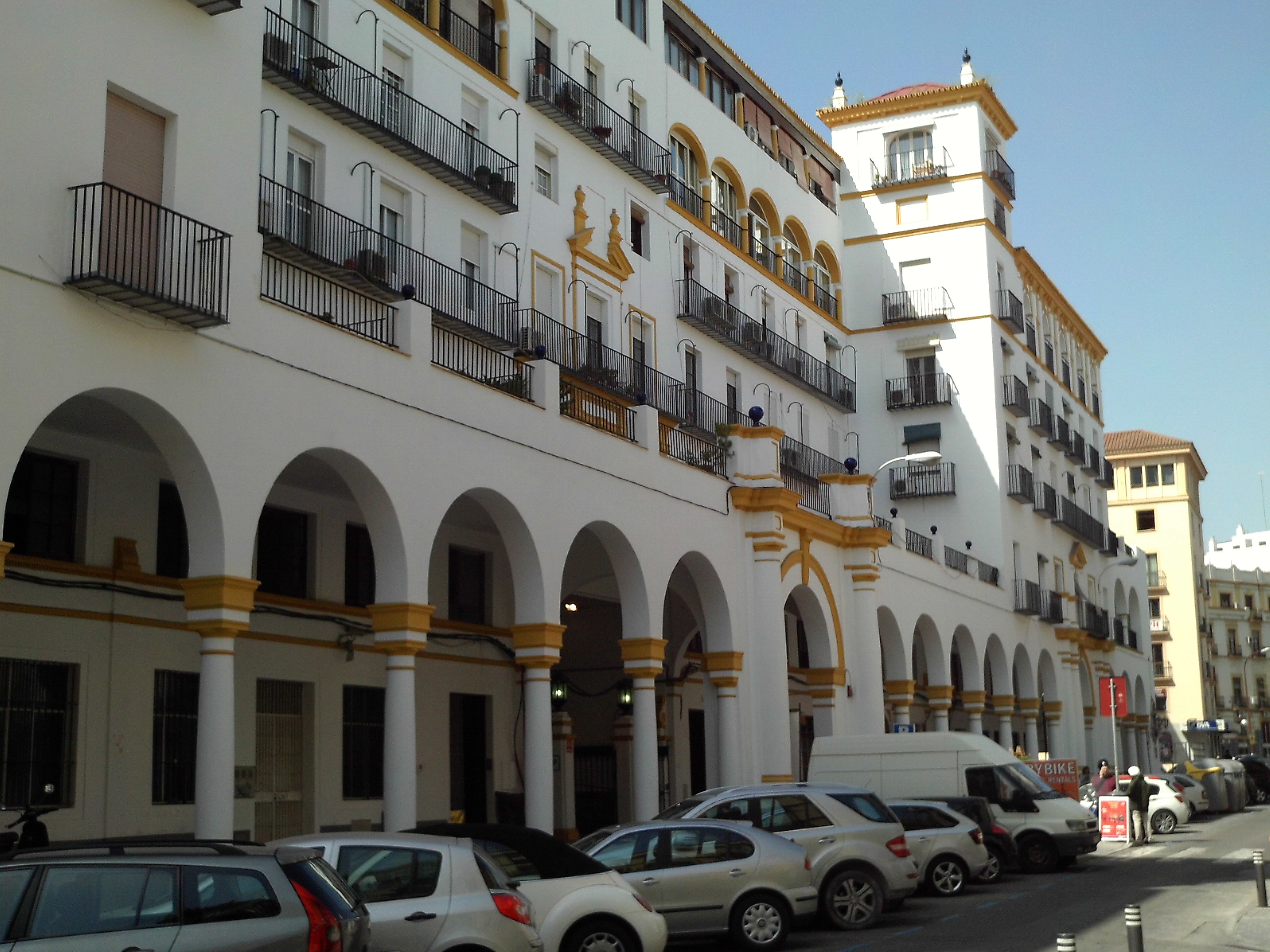
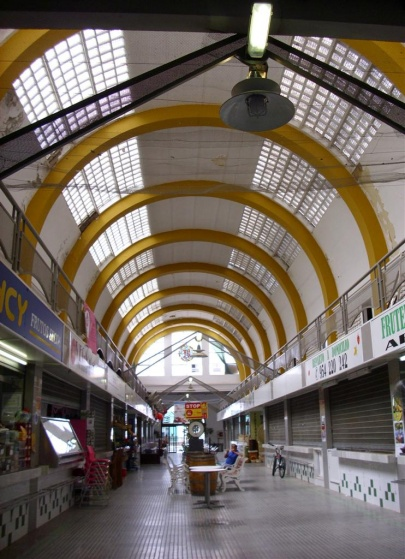
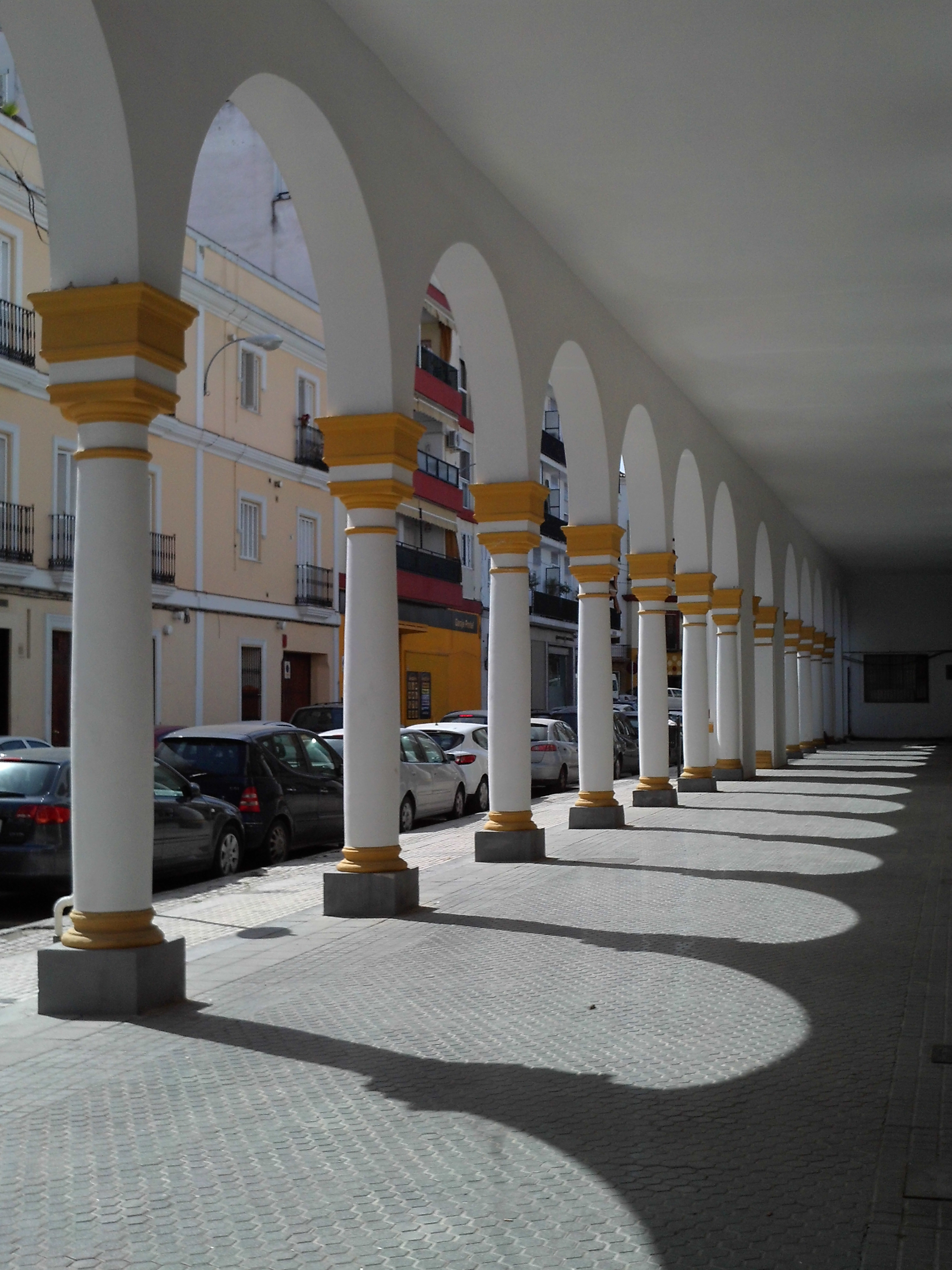
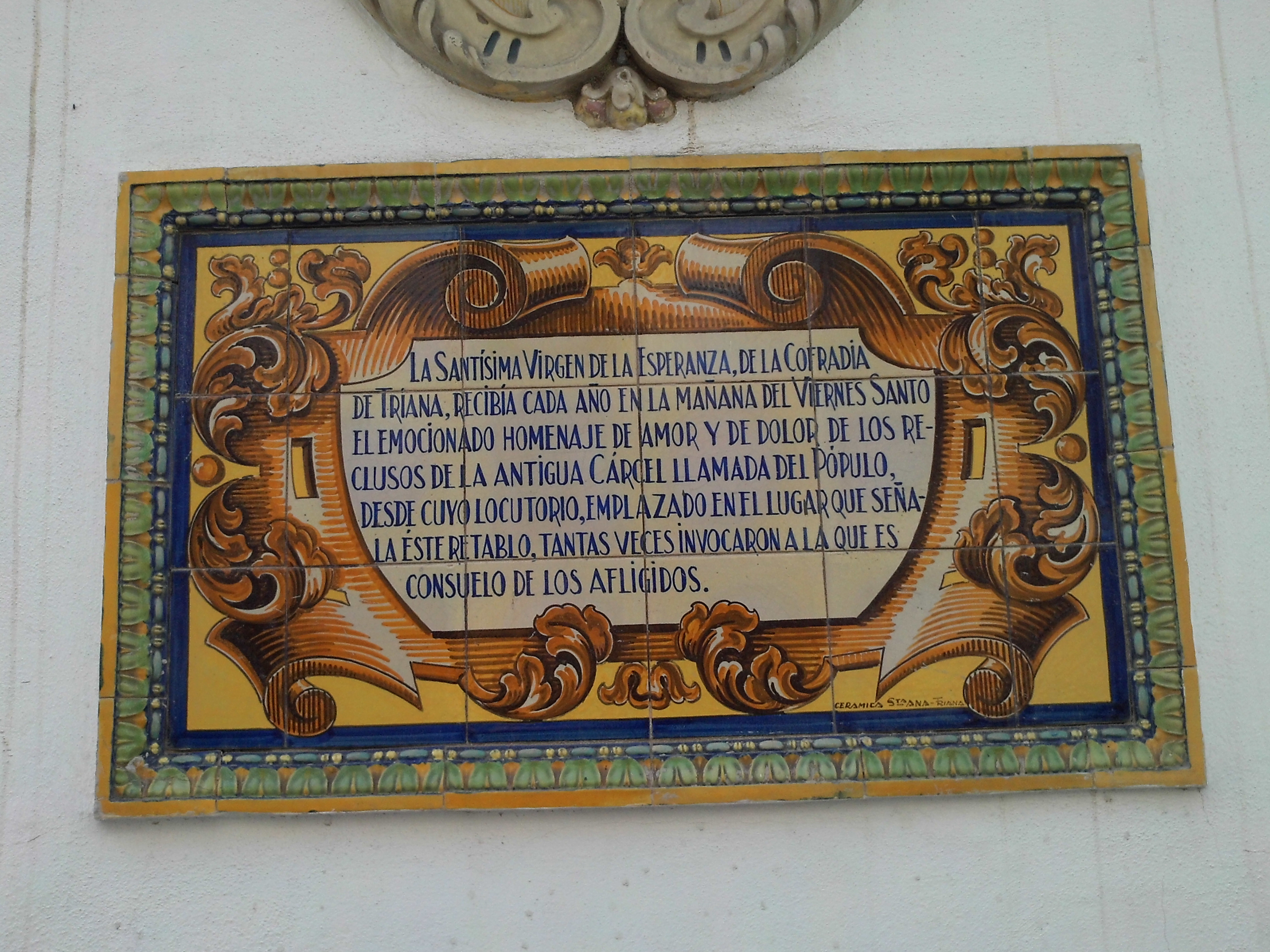